# Anik
Os satélites Anik são uma série de satélites de comunicação geoestacionários lançados pela Telesat Canada, de 1972 a 2013, para fornecem serviços de televisão ao Canadá. Alguns dos satélites laçados mais tarde na série permanecem operacionais em órbita, enquanto outros já foram retirados e estão abandonados. Em inuctitut, Anik significa "irmão mais novo".

## Satélites
| Nome     | Plataforma                  | Data de lançamento     | Data de retirada       | Veículo de lançamento |
| -------- | --------------------------- | ---------------------- | ---------------------- | --------------------- |
| Anik A1  | Hughes Aircraft HS-333      | 9 de novembro de 1972  | 15 de julho de 1982    | Delta 1914            |
| Anik A2  | Hughes Aircraft HS-333      | 20 de abril de 1973    | 6 de outubro de 1982   | Delta 1914            |
| Anik A3  | Hughes Aircraft HS-333      | 7 de maio de 1975      | 21 de novembro de 1984 | Delta 2914            |
| Anik B1  | RCA Astro AS-3000           | 15 de dezembro de 1978 | 1 de dezembro de 1986  | Delta 3914            |
| Anik C1  | Hughes Aircraft HS 376      | 12 de abril de 1985    | 5 de maio de 2003      | Discovery             |
| Anik C2  | Hughes Aircraft HS 376      | 18 de junho de 1983    | 7 de janeiro de 1998   | Challenger            |
| Anik C3  | Hughes Aircraft HS 376      | 11 de novembro de 1982 | 8 de junho de 1997     | Columbia              |
| Anik D1  | Hughes Aircraft HS 376      | 26 de agosto de 1982   | 16 de dezembro de 1991 | Delta 3920 PAM-D      |
| Anik D2  | Hughes Aircraft HS 376      | 8 de novembro de 1984  | 31 de janeiro de 1995  | Discovery             |
| Anik E1  | GE Astro AS-5000            | 26 de setembro de 1991 | 18 de janeiro de 2005  | Ariane 4              |
| Anik E2  | GE Astro AS-5000            | 4 de abril de 1991     | 23 de novembro de 2005 | Ariane 4              |
| Anik E2R | Hughes Aircraft HS-601      | 15 de dezembro de 1995 | 15 de janeiro de 2006  | Atlas-2A              |
| Anik F1  | Boeing BSS-702              | 21 de novembro de 2000 | Ativo                  | Ariane 4              |
| Anik F2  | Boeing BSS-702              | 17 de julho de 2004    | Ativo                  | Ariane 5G             |
| Anik F1R | Astrium Eurostar E3000S     | 9 de setembro de 2005  | Ativo                  | Proton-M/Breeze-M     |
| Anik F3  | Astrium Eurostar E3000S     | 10 de abril de 2007    | Ativo                  | Proton-M/Breeze-M     |
| Anik G1  | Space Systems/Loral LS-1300 | 15 de abril de 2013    | Ativo                  | Proton-M/Breeze-M     |

## Anik A

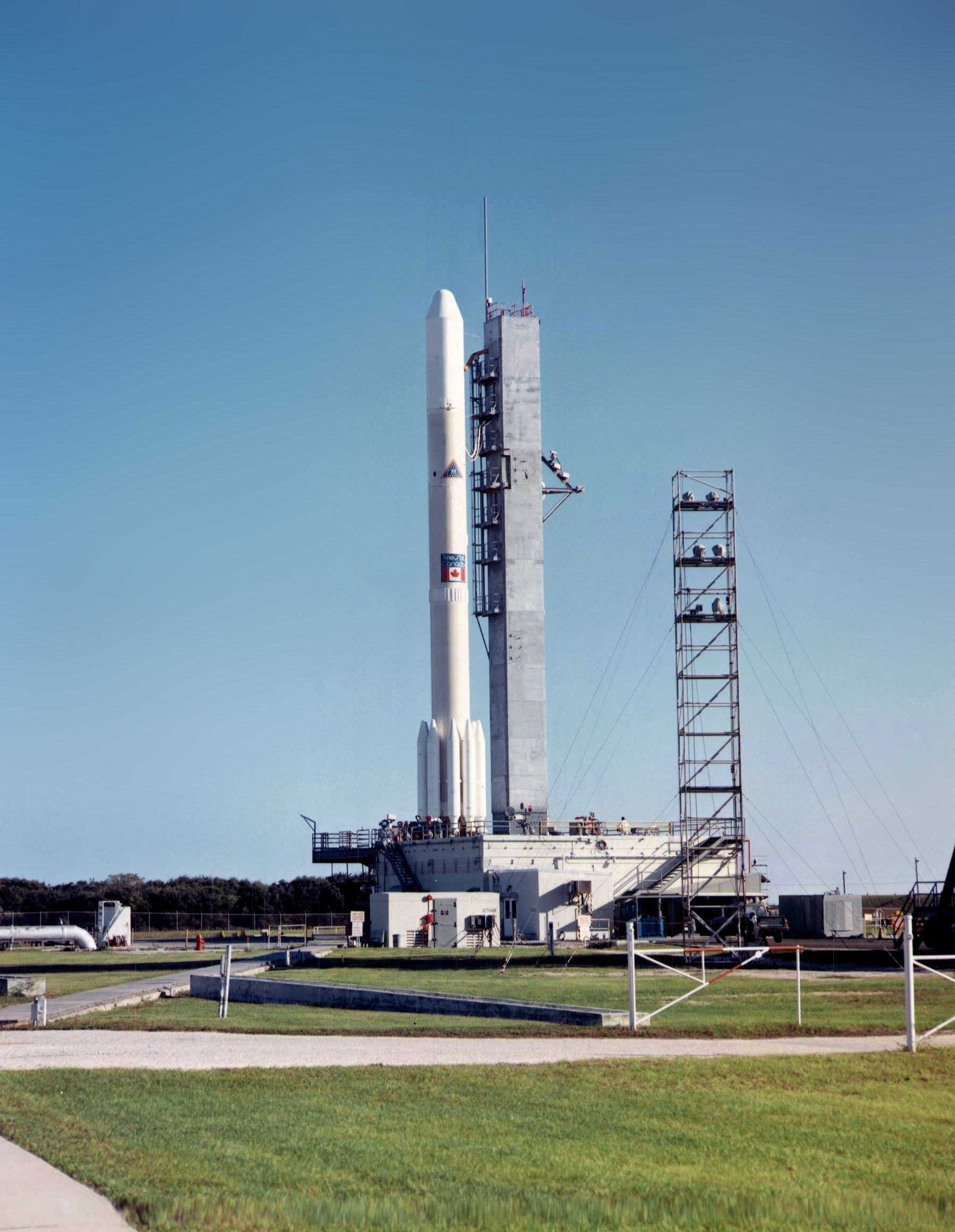
Foguete Delta com o Anik A1 a bordo.

O Anik A foi a primeira série de satélites de comunicações geoestacionários do mundo e proporcionaram à CBC a capacidade de chegar ao norte canadense pela primeira vez. Cada um dos satélites levava doze transponders em banda C e, portanto, tinha capacidade para doze canais de televisão à cores.

## Anik B
O Anik B tinha também 12 transponders em banda C, como os Anik A, mas tinha também seis transponders em banda Ku.
Foi lançado em 15 de dezembro de 1978 e foi o sucessor dos Anik A e do satélite experimental de comunicações CTS, também conhecido como Hermes.
A maior parte dos transponders eram usados para as retransmissões da CBC. O operador CNCP Telecommunicationstambém usou o Anik B como retransmissor para os seus serviços. O jornal Globe and Mail usou o Anik B para transmitir cópias de impressão em diferentes impressão ao longo do Canadá.

## Anik C
Os satélites da série Anik C tinham três vezes mais potência que os da série A. Levavam dezesseis transponders em banda Ku. O Anik C-2 foi usado para distribuir as primeiras redes de TV paga do Canadá.

## Anik D
Os dois satélites Anik da série D, com transponders em banda C, foram lançados em 1982 e 1984. Eles estavam baseados no projeto do Hughes 376. O Anik D1 levava o pacote CANCOM para transmitir sinais de televisão para uso por empresas de cabo.

## Anik E
O Anik E1 e o E2 foram lançados no início da década de 1990 para substituir os Anik D1 e D2. Não tinham a forma cilíndrica dos Anik da série D.
O Anik E2 teve problemas durante a implantação da antena de banda C, que foi desdobrada com êxito após várias manobras.
Na quinta-feira 20 de janeiro de 1994, O Anik E1 e E2 tiveram problemas devido à atividade solar. O E1 falhou primeiro, deixando o Canadá sem televisão por satélite. Algumas horas mais tarde, a Telesat conseguiu recuperar o satélite. O E2 falhou depois devido a um problema com o giroscópio, que causou uma perda do apontado do sinal do satélite. O problema exato esteve nos circuitos relacionados com o volante de inércia. O E2 não pode ser recuperado durante cinco meses, o que fez o E1 assumir o serviço e os usuários tiveram que mover suas antenas para apontar para o satélite. O E2 foi recuperado, finalmente, através da utilização de estações de terra especiais em cada extremo do país que controlavam a posição do satélite e usando os propulsores do satélite para ajustar o apontado e a posição. Esta técnica encurtou a vida do satélite, uma vez que o consumo de propelente previsto originalmente era muito menor do que o que foi usado nesta operação realizada devido a avaria.

## Anik F
A série F era a mais moderna até o lançamento do Anik G1, em abril de 2013.

### Anik F1
O Anik F1 foi lançado em 21 de novembro de 2000 por um foguete Ariane 4 a partir do Centro Espacial de Kourou, em Kourou na Guiana Francesa. No momento de seu lançamento el era o satélite de comunicações mais potente e tinha um sistema de propulsão iônica alimentado por xénon.

### Anik F2
O Anik F2 pesando 5.900 kg (13.000 lb), é mais de dez vezes o tamanho do Anik A1 e é um dos maiores e mais poderosos satélites de comunicações já construído. O Anik F2 foi concebido para apoiar e melhorar a atual transmissão de serviços norte-americanos, de voz e dados, com suas tecnologias de transponders em banda C e banda Ku. É o décimo quinto satélite a ser lançado pela Telesat.
Com o uso da tecnologia de banda Ka, de baixo custo de entrega por satélite de duas vias estará disponível para conexões de Internet banda larga sem fio, telemedicina, teleteaching e teletrabalho nas regiões mais remotas do Canadá.
No dia 6 de outubro de 2011 por volta das 06:30 começou uma "anomalia técnica" fezendo com que o satélite apontasse para longe da terra, causando uma interrupção na Internet, telefone e conectividade de máquinas dos bancos durante a maior parte das áreas do norte do Canadá. A queda também afetou voos na região.

### Anik F3
O Anik F3 de acordo com a SatNews Publishers, é um satélite de telecomunicações por radiodifusão pesando 4.634 kg (£ 10.216) que irá fornecer televisão direct-to-home (DTH) para os Estados Unidos, Internet de banda larga e telecomunicações para a Bell Canada, e transmissão de TV para o norte e outro áreas remotas do Canadá. foi construído pela EADS Astrium e lançado em um foguete Proton M. Foi colocado em órbita com sucesso pela International Launch Services, que também lançou o Anik F1R, Nimiq 1 e Nimiq 2.

## Anik G
O lançamento do Anik G1 foi anunciada pela Telesat em 16 de abril de 2013.
O Anik G1 é um satélite de multimissão com três cargas diferentes que irão fornecer serviços de TV direct-to-home (DTH) para o Canadá, assim como banda larga, voz, dados e serviços de vídeo para a América do Sul, onde o crescimento econômico tem impulsionado uma alta demanda para serviços via satélite. Ele também é o primeiro satélite comercial com uma carga de banda X substancial para as comunicações de governos sobre as Américas e para o Oceano Pacífico, incluindo o Havaí. O satélite foi lançado no dia 15 de abril de 2013 e está localizado na posição orbital de 107,3 graus de longitude oeste, juntamente com o satélite Anik F1, duplicando tanto os transponders de banda C como os banda Ku servindo a América do Sul. Timeline, Prince of Wales Northern Heritage Centre